# Porphyridiophyceae
Porphyridiophycées
Classe
Ordres de rang inférieur
- Porphyridiales

Les Porphyridiophyceae sont une classe d'algues rouges unicellulaires de la sous-division des Proteorhodophytina.

## Liste des ordres
Selon AlgaeBase (15 janvier 2021), ITIS (7 août 2013) et World Register of Marine Species (7 août 2013) :
- ordre des Porphyridiales Kylin